# جیمز بوچان
جیمز بوچان (انگلیسی: James Buchan؛ 19 April 1881 – ۱۹۵۰ (۶۸−۶۹ سال)) ورزشکار فوتبال اهل بریتانیا بود.
از باشگاه‌هایی که در آن بازی کرده‌است می‌توان به باشگاه فوتبال آرسنال، باشگاه فوتبال هیبرنین، و باشگاه فوتبال منچستر سیتی اشاره کرد.